# Bok-globul

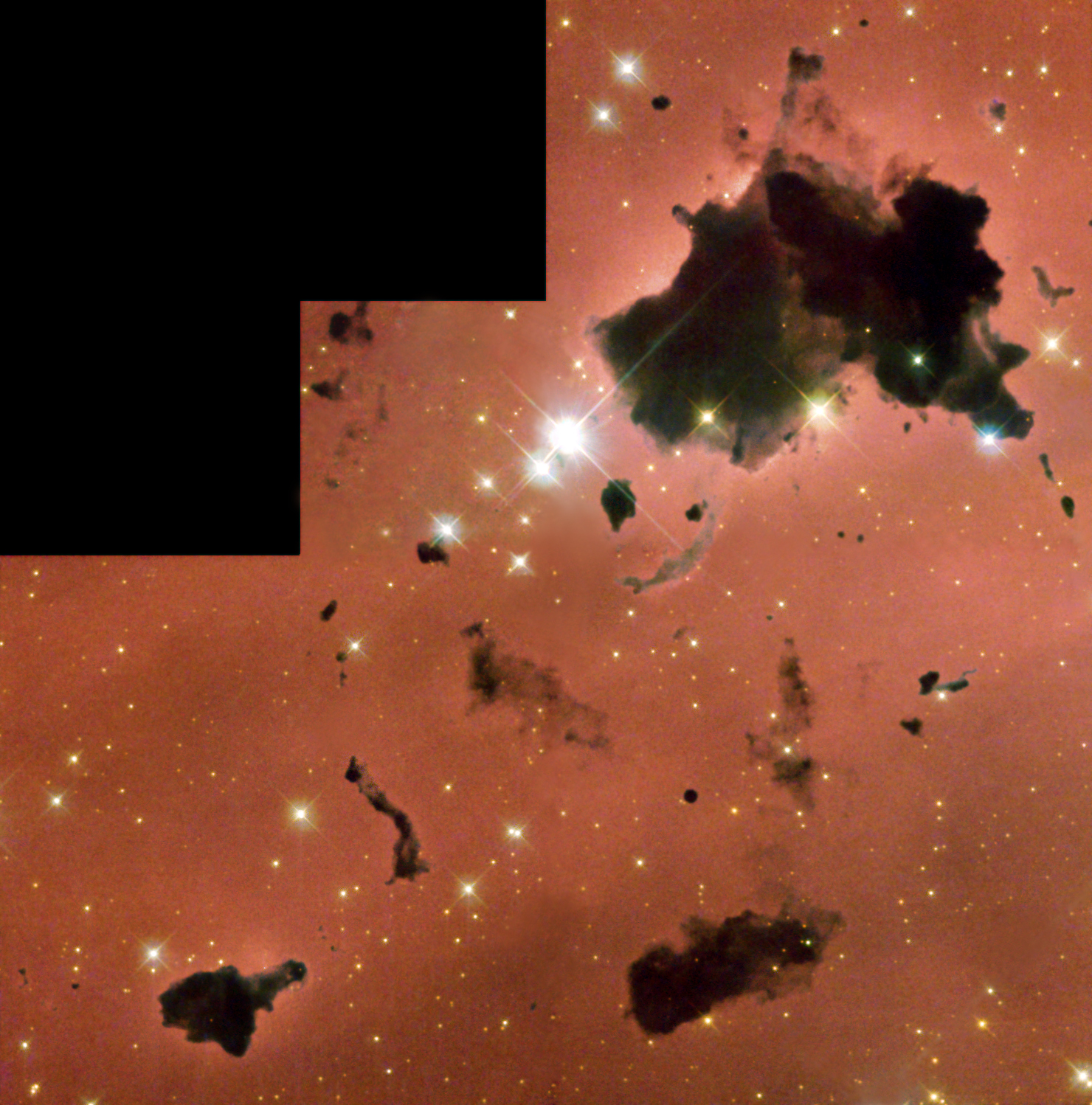
En bild på en Bok-globul i H II-regionen IC 2944, tagen med WFPC2 på Rymdteleskopet Hubble.

En Bok-globul är ett mörkt moln i den interstellära rymden med förhållandevis höga tätheter av stoft och gas där stjärnbildning ibland kan ske. Bok-globuler finns inom H II-regioner och har vanligen en massa på omkring 10–50 solmassor inom en region på ungefär ett ljusår i diameter. De innehåller molekylärt väte (H2), koloxider och helium samt omkring 1 % (av massan) av silikatstoft. Bok-globuler skapas oftast som en effekt av bildande av dubbelstjärnor eller andra multistellära stjärnsystem.
Bok-globuler observerades första gången av astronomen Bart Bok under 1940-talet. I en artikel publicerad 1947, funderade Bok och E.F. Really om att dessa moln kunde vara en motsvarighet till en insekts puppa som genomgick gravitationskollaps för att bilda nya stjärnor och stjärnhopar. Den här hypotesen var svår att verifiera på grund av svårigheter att observera vad som faktiskt skedde i de mörka täta molnen som blockerade allt synligt ljus. En analys vid nära infrarött ljus som publicerades 1990 bekräftade dock att stjärnor faktiskt föddes i Bok-globuler. Vidare observationer har avslöjat att vissa Bok-globuler innehåller varma inbäddade källor, vissa innehåller Herbig-Haro-objekt, och vissa visar utflöde av molekylär gas. Studier av spektrallinjer vid millimetervåglängder har också bidragit till att visa hur material faller in på en protostjärna.
Bok-globuler är fortfarande ett ämne som det forskas intensivt om. De är kända som några av de kallaste objekten i det naturliga universumet (så kalla som 8 kelvin) men deras struktur och densitet kvarstår delvis som ett mysterium. De metoder som så här långt har använts har varit beroende på kolumndensiteten härledd från infraröd extinktion och till och med räknande av stjärnor i ett försök att undersöka dessa objekt ytterligare.